# Nobuo Yoneda
Nobuo Yoneda (米田 信夫, Yoneda Nobuo) est un mathématicien et informaticien japonais né en 1930 et mort en 1996.

## Biographie
Nobuo Yoneda obtient son doctorat en mathématiques en 1952 à l'université de Tokyo. De 1956 à 1959, il travaille à l'Institute for Advanced Study à Princeton. En 1962, il devient maître de conférence à l'université Gakushūin, puis y est promu professeur en 1966. À la suite de la création du département d'informatique de l'université de Tokyo en 1971, il y enseigne les fondements théoriques de l'informatique à partir de 1972.

## Travaux
Nobuo Yoneda a donné son nom au lemme de Yoneda en théorie des catégories, ainsi qu'au produit de Yoneda (en) en algèbre homologique.
Il a également participé à la conception d'une extension du langage de programmation Algol.